# Етторе Ло Гатто
Етторе Ло Гатто (італ. Ettore Lo Gatto; 20 травня 1890, Неаполь — 16 березня 1983, Рим) — один з фундаторів італійської славістики 20 ст., дослідник російської, болгарської, польської, чеської, білоруської та української літератур, перекладач на італійську мову творів Ф.Достоєвського, О.Пушкіна, інших слов'янських письменників. Член національної Академії деї Лінчеї (Accademia dei Lincei) в Римі (Італія), член-кореспондент багатьох європейських академій.

## Біографія
Народився в м. Неаполь (Італія). Наукову діяльність розпочав у галузі германістики. У роки Першої світової війни вивчив російську мову. 1919 опублікував свої перші переклади з російської, продовживши традицію, започатковану Анджело де Губернатісом (1840—1913) і Доменіко Чамполі (1855—1929). Наступного року заснував славістичний часопис «Russia» («Росія»; 1920—1926). Став співробітником заснованого 1921 у Римі дослідного Інституту Східної Європи, ініціював відкриття славістичних кафедр в університетах Італії (на них вивчалися, зокрема, українська мова, українська література й історія української культури). 1926 створив ж. «Rivista delle letterature slave» («Огляд слов'янських літератур»; 1926—32). Був співредактором ж. «L'Europa Orientale» («Східна Європа»). Працював професором російської мови і літератури в університетах міст Падуя, Рим («Сапієнца»), Неаполь.

## Роботи в галузі літературознавства та соціальної історії
У галузі літературознавства та соціальної історії опублікував «Історію російської літератури» (т. 1—7, 1927—45; одна з глав цієї праці названа «Література київської доби»), «Історію Росії» (1946), «Кріпосне право і визвольний рух у Росії» (1946), «Історію російського театру» (1952), «Історію сучасної російської літератури» (1958), «Міф про Петербург» (1960), «Росіяни в Італії. Від 17 ст. до наших днів» (1971).
Українську культуру розглядав у контексті суспільно-політичної боротьби в Україні та зв'язків України зі Східною і Західною Європою. До своєї «Історії сучасних літератур Європи і Америки» (Мілан, 1958) включив окремий розділ «Українська література». Українознавчі статті, огляди, рецензії друкував у журналах, збірниках, енциклопедіях. Не раз звертався до оцінки постаті Т.Шевченка, характеризував поета як «захисника українського народу, і не тільки українського». У праці «Італійські митці в Росії» (т. 1—3, 1927, 1934, 1943) вмістив багато відомостей про діяльність італійців в Україні у 18—20 ст. 1931 і 1960 відвідував УРСР, розцінюючи свою місію славіста як засіб «зближення італійського та українського народів».
Помер у м. Рим.